# 宋则行
宋则行（1917年10月1日—2003年6月5日），原名宋侠，笔名摘星、石见等，男，江苏崇明（今属上海市）人，中国经济学家，辽宁大学教授，原副校长，曾任中国经济史学会副会长，九三学社中央委员会常务委员。